# Abu Oweis
Abu Oweis es el fundador y vicecomandante de la Brigada Trípoli, entrenada por militares cataríes, en la Guerra de Libia de 2011.